# Norumnuten
Der Norumnuten (norwegisch) ist ein 3 km langer und bis zu 2224 m hoher Gebirgskamm in der Heimefrontfjella des ostantarktischen Königin-Maud-Lands. Er ragt nordwestlich des Paalnibba im Skjønsbergskarvet der Sivorgfjella auf.
Wissenschaftler des Norwegischen Polarinstituts benannten ihn 1987. Namensgeber ist Kåre Arvid Norum (1907–1981), ein Widerstandskämpfer gegen die deutsche Okkupation Norwegens im Zweiten Weltkrieg.